# Ladányi Balázs
Ladányi Balázs (Dunaújváros, 1976. január 6. –) magyar, válogatott jégkorong játékos.

## Pályafutása
Pályafutását a Dunaferr csapatában kezdte, Kercsó Árpád irányításával. Az ifi válogatottban 1992-ben mutatkozott A C csoportban, ahol csapat első lett. 1993-ban a bukaresti B csoportos Európa-bajnokságon a válogatott éppen lemaradt a feljutásról. A következő szezonban a hazai környezetben megrendezett B csoportos Eb-n a csapat ismét 2. lett. A kanadai táblázaton az első helyen végzett. Junior VB-ken 1992-től 1995-ig képviselte Magyarországot. A junior válogatott 1994-ben feljutott a B csoportba.
A felnőtt válogatottban 1995 januárjában mutatkozhatott be és még ugyanebben az évben a c-csoportos vb-re is nevezték, ahogy azóta minden világbajnokságra, ahol a magyar férfi jégkorong-válogatott elindulhatott. 2005-ben az anyagi nehézségekkel küzdő Dunaújvárosból az Újpest csapatába igazolt. Innen két év után a francia Briançon HC-be távozott, ahol 2008-ban és 2009-ben ezüstérmet szerzett a francia bajnokságban.
Az A csoportos világbajnokság után az Alba Volán SC játékosa lett, így a 2009-2010-es szezont az osztrák bajnokságban tölti. A 2010-2011-es szezonban a Volán legeredményesebb játékosa volt az EBEL-ben. A 2011-es előszezonban térdét műteni kellett.
2013. januárban az Alba Volán szerződést bontott vele, pályafutását az olasz HC Interspar Bolzano-Bozen Foxes együttesében folytatja. 2014 nyarától a Debrecen játékosa lett. 2014 októberében ismét térdműtétje volt.
2016. november 1-től a Vasas szakmai vezetője lett. 2017 áprilisától a Vasas U20-as csapatát irányította. 2020 augusztusában a magyar junior válogatott másodedzője lett.
2021–2022-ben a Vasas Győrbe költözött, ahol folytatta korábbi munkáját. A szezon után a győri projekt bedőlt. Ladányi pedig külföldön vállalt a jégkorongtól független munkát. 2023 júliusában kinevezték a magyar junior válogatott kapitányának a Franciaországban edzősködő Vas Márton helyére.

## Családja
Gyermekei: Ladányi Patrik, Ladányi Laura, Ladányi Balázs, Ladányi Lilien. 